# Parastacidae
Parastacidae Huxley, 1879 je jednou ze tří známých račích čeledí. Druhy této čeledi jsou rozšířené pouze na jižní polokouli, konkrétně v Austrálii, na ostrově Nová Guinea, na Novém Zélandu, v Tasmánii, v Jižní Americe a endemicky na Madagaskaru. Zahrnuje více než sto druhů raků a další druhy jsou stále objevovány. Samice raků z této čeledi mají párové vývody pohlavních cest (gonopóry) u báze třetího páru kráčivých končetin, samci u báze pátého páru a nemají gonopody. Společní předkové raků opustili moře v době, kdy existoval superkontinent Pangea a osídlili sladkovodní ekosystémy. Po rozpadu Pangey na Laurasii a Gondwanu se čeleď Parastacidae oddělila od ostatních a začala se vyvíjet separovaně, z čehož patrně pramení morfologické odlišnosti. Zástupci rodu Cherax jsou i přes rozvinutou agresivitu a teritorialitu oblíbenými raky chovanými pro okrasné účely.

## Rody
- Aenigmastacus Feldmann, Schweitzer & Leahy, 2011 †
- Astacoides Guérin-Méneville, 1839
- Astacopsis Huxley, 1879
- Cherax Erichson, 1846
- Engaeus Erichson, 1846
- Engaewa Riek, 1967
- Euastacus Clark, 1936
- Geocharax E. M. Clark, 1936
- Gramastacus Riek, 1972
- Lammuastacus Aguirre-Urreta, 1992 †
- Ombrastacoides Hansen & Richardson, 2006
- Palaeoechinastacus A. J. Martin, Rich, Poore, Schultz, Austin, Kool & Vickers-Rich, 2008 †
- Paranephrops White, 1842
- Parastacus Huxley, 1879
- Samastacus Riek, 1971
- Spinastacoides Hansen & Richardson, 2006
- Tenuibranchiurus Riek, 1951
- Virilastacus Hobbs, 1991